# Ельчанинов, Анатолий Михайлович
Анатолий Михайлович Ельчанинов (укр. Анатолій Михайлович Єльчанінов; 1 апреля 1949, Колыбельское, Рязанская область — 18 апреля 2008, Тернополь) — советский и украинский борец классического стиля, чемпион и призёр чемпионатов СССР, мастер спорта СССР международного класса (1979).

## Биография
Родился 1 апреля 1949 года в селе Колыбельское Чаплыгинского района Липецкой области. С 1965 года занимался волейболом. Увлёкся борьбой в 1974 году. Занимался под руководством тренера В. Ф. Пласкониса. Выступал за спортивное общество «Спартак» (Тернополь). В 1975 году выполнил норматив мастера спорта СССР. Участвовал в четырёх чемпионатах СССР. Чемпион СССР (1979), неоднократный чемпион УССР. Победитель международных турниров в составе сборной СССР, обладатель Кубка мира (Норвегия, 1980).
В 1983—1991 годах работал тренером тернопольской СДЮШОР. В 1992 году окончил Тернопольский институт народного хозяйства. Занимал должность вице-президента Тернопольской областной федерации греко-римской борьбы. С 2006 года — коммерческий директор фирмы «Диона» в Тернополе.
Умер в Тернополе 18 апреля 2008 года.

## Спортивные результаты
- Чемпионат СССР по классической борьбе 1979 года — ;
- Чемпионат СССР по классической борьбе 1980 года — ;